# Allium lenkoranicum
Allium lenkoranicum — вид трав'янистих рослин родини амарилісові (Amaryllidaceae), поширений у пд.-сх. Закавказзі, Ірані, Туркменістані.

## Поширення
Поширений у Ірані, пд.-сх. Закавказзі, Туркменістані.